# Albéric Bourgeois
Albéric Bourgeois   (Montreal, 29 de novembre de 1876 - 17 de novembre de 1962) fou un autor de còmic quebequés, pioner local del gènere junt amb Raoul Barré (actiu entre 1901 i 1908), Joseph Charlebois (1904 i 1905), René-Charles Béliveau i Théodore Busnel (ambdós de 1905 a 1909).

## Biografia
Encara que Barré publicà la primera auca francòfona en la premsa (Pour un dîner de Noël, 1901), Bourgeois publicà el primer còmic modern amb filacteris de tota la Francofonia, protagonitzat pel personatge Timothée —inspirat en el periodista Ovilar Asselin—, en el diari de Montreal La Patrie el 1904, huit anys després de la publicació de The Yellow Kid i vint anys abans de la primera historieta francesa, Zig et Puce (1925): Bourgeois havia treballat a Massachusetts en The Boston Post com a ninotaire entre 1902 i el 1904, any en el qual l'editor de La Patrie li oferí la faena de caricaturista, on publicà Les aventures de Timothée fins al 1908, sovint en col·laboració amb Théodore Busnel. Bourgeois combinà l'humor absurd anglosaxó amb el llenguatge popular del francés quebequés i experimentà amb l'ús del color en impremta: dissabte 5 de març del 1904 publicà la primera pàgina completa de Timothée en quatricromia, que un mes després compartiria amb la Famille Peignefort de Belivéau, rebatejada Citrouillard la setmana següent en referència a La Famille Fenouillard de Français Cristophe.

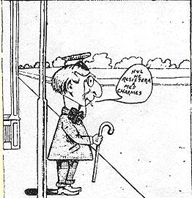
vinyeta del primer Timothée (1904)

L'any 1905 Bourgeois començà a publicar també per a l'altre diari local, La Presse, on treballà fins al 1954 i per al qual creà o reprengué els personatges de Toinon, Polyte, Aglaé, Joson, Pitou, Baptiste —homònim a un altre creat per Beliveau en La Patrie— i Catherine Ladébauche, els dos últims creats per Joseph Charlebois abans que Bourgeois fitxara per La Presse: Bourgeois hi debutà el 4 de març amb un personatge nou, Zidore; i poc després n'estrenà un altre, Toinon, el primer personatge infantil del còmic quebequès, acompanyat pel seu cosí Polyte i llur passejadora, Aglaé, dels quals publicà la darrera historieta el 1908.